# Atzo Nicolaï
Atzo Nicolaï (Delft, 22 februari 1960 – Amstelveen, 19 augustus 2020) was een Nederlands politicus en bestuurder. Hij was staatssecretaris voor Europese Zaken van 2002 tot 2006 en minister voor Bestuurlijke vernieuwing en Koninkrijksrelaties van 2006 tot 2007. Van 2011 tot 2019 was hij president van Koninklijke DSM NV. Nicolaï was lid van de Volkspartij voor Vrijheid en Democratie (VVD).

## Levensloop
Na het behalen van het diploma gymnasium-B aan het Montessori Lyceum te Rotterdam (1980), studeerde hij staats- en bestuursrecht en politicologie aan de Vrije Universiteit te Amsterdam (in beide doctoraal examen 1987). Tijdens zijn studie werkte hij als redacteur van tijdschriften en als musicalproducent.
Van 1987 tot 1990 was hij werkzaam bij het ministerie van Welzijn, Volksgezondheid en Cultuur als stafmedewerker en hoofd stafbureau Kunsten. Vervolgens was hij algemeen secretaris van de Raad voor de Kunst en daarna van de Raad voor Cultuur. In 1997 en 1998 was hij ook parttime projectleider 'Uitgangspunten OCenW' voor het ministerie van Onderwijs, Cultuur en Wetenschap. Nicolaï was onder meer lid van het bestuur van de Boekmanstichting en lid van het Rushdie Comité.
Hij werd in 1998 voor de VVD lid van de Tweede Kamer der Staten-Generaal. Hij was Fractiecoordinator Justitie, en woordvoerder strafrecht, politie, telecom, media en cultuur. Hij kwam onder meer met voorstellen voor nieuwe vormen van criminaliteitsbestrijding, zoals gebruik van DNA, ID-plicht, langere TBS en strafverzwaring bij recidive die aanvankelijk op kritiek konden rekenen maar later vrijwel allemaal zijn doorgevoerd.

### Staatssecretaris voor Europese Zaken
Nicolaï werd in 2002 herkozen, en werd na de kabinetsformatie staatssecretaris voor Europese Zaken (op het ministerie voor Buitenlandse Zaken) in het kabinet-Balkenende I. In 2003 werd hij eveneens herkozen als Kamerlid, maar na de kabinetsformatie kwam hij op dezelfde post terug in het kabinet-Balkenende II. Als staatssecretaris was Nicolaï onder andere betrokkenen bij het referendum over de Europese Grondwet en het verlagen van de afdracht van Nederland aan de EU met een miljard euro per jaar. Ook coördineerde hij vanuit het kabinet het Nederlands voorzitterschap van de EU in 2004 en de Nederlandse inbreng in de onderhandelingen met de tien nieuwe EU-lidstaten die in 2004 toetraden. Daarover was hij kritisch; het Nederlandse kabinet eiste dan ook aanvullende vrijwaringsmaatregelen om onder meer het vrij verkeer van personen te kunnen beheersen.

### Minister voor Bestuurlijke Vernieuwing en Koninkrijksrelaties
In het kabinet-Balkenende III werd hij in 2006 minister voor Bestuurlijke Vernieuwing en Koninkrijksrelaties, als opvolger van Alexander Pechtold, die bij de val van Balkenende II was afgetreden. Als minister wist hij op 3 november 2006 een akkoord te bereiken over wijziging van de staatkundige verhoudingen met de Antillen. Hierin werden ook afspraken gemaakt over 2 miljard euro schuldsanering, scherper financieel en juridisch toezicht en een nieuwe constitutionele structuur waarbij de Nederlandse Antillen als staatkundige entiteit werd opgeheven.

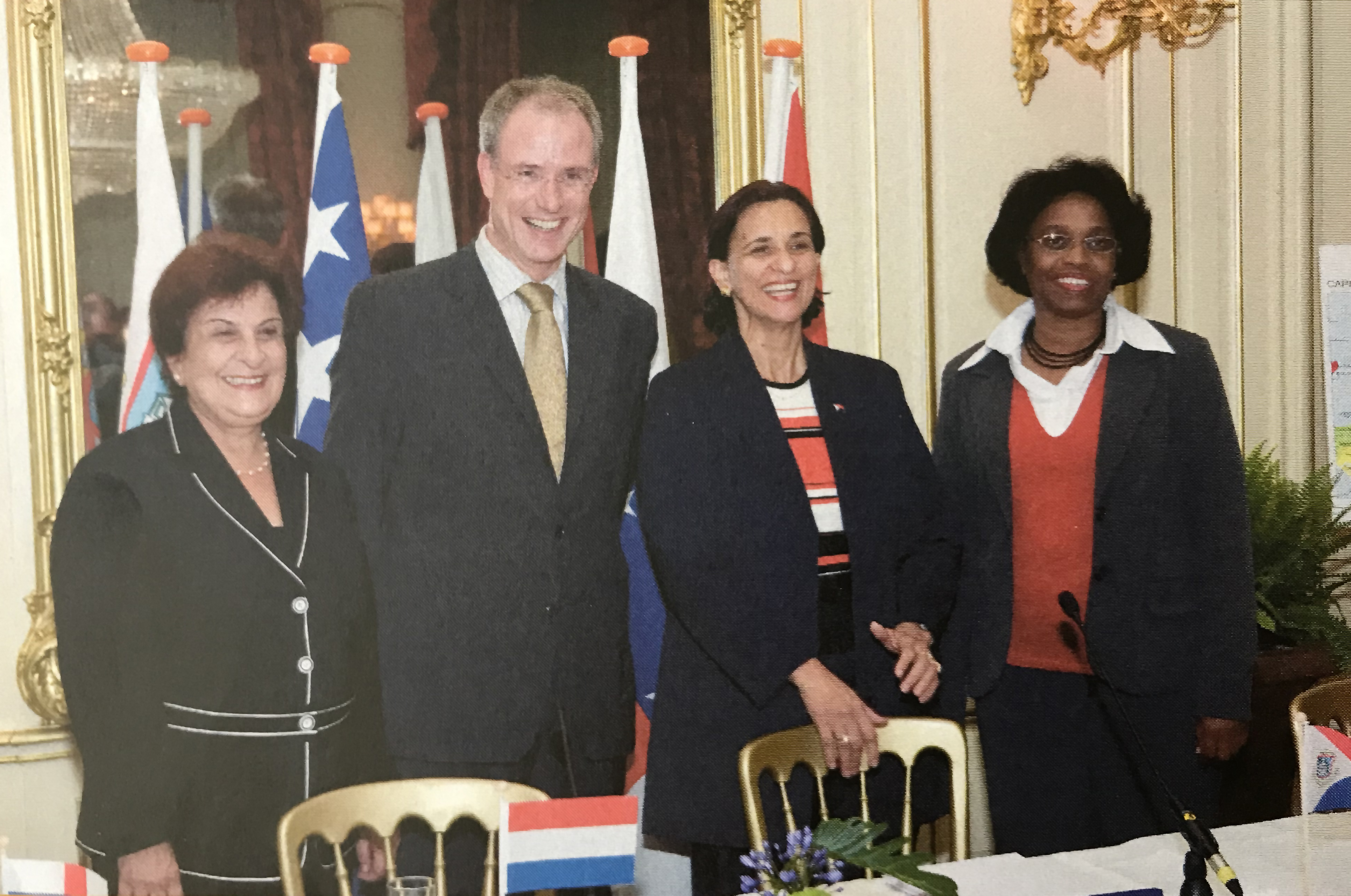
Sleutelspelers Akkoord over staatkundige hervorming Antillen, 2006. Emily de Jongh-Elhage, Atzo Nicolaï, Sara Wescot-Williams, Zita Jesus-Leto

Op basis van een onderzoek door de AIVD keurde Nicolaï in 2006 de Sdu stemcomputer af omdat het stemgeheim niet gewaarborgd was, aangezien de computers van enkele tientallen meters konden worden uitgelezen. Daardoor moest in 35 gemeenten met het potlood worden gestemd. Op 2 maart 2007 keurde Nicolaï net voor de Provinciale Statenverkiezingen goed dat de Nedap-stemcomputers ingezet mochten worden. Na afloop van de verkiezingen oordeelde de rechter dat het besluit tot goedkeuring van de stemcomputers was genomen in strijd met de wet.
In 2007 was hij verantwoordelijk voor de invoering van het burgerservicenummer en DigiD om het elektronisch verkeer tussen overheid en burger in goede banen te leiden.
Van 2006 tot 2010 was hij in de Tweede Kamer VVD-woordvoerder voor sociale zaken, cultuur, kinderopvang, arbeid en zorg en luchtvaart. Vanaf 2010 was hij buitenland-woordvoerder van zijn fractie en hield hij zich onder meer bezig met internationale militaire missies. Ook diende hij een initiatief-wetsvoorstel in voor de verruiming van de vrijheid van meningsuiting door aanpassing van het wetboek van strafrecht. Na de verkiezingen van 2010 werd Nicolaï gezien als de meest waarschijnlijke kandidaat als minister van Buitenlandse Zaken maar zijn benoeming werd geblokkeerd door coalitiegenoot PVV.

### DSM Nederland
Per 1 juni 2011 werd Nicolaï president van DSM Nederland. Hij is als Tweede Kamerlid opgevolgd door Ingrid de Caluwé. Bij DSM was hij mede-oprichter van de Chemelot Campus in 2012, verantwoordelijk voor de oprichting van de Biotech Campus in Delft (2018) en voor het terugbrengen van zeven CAO's naar een. Nicolaï wist grote investeringen in innovatie aan te trekken voor DSM Nederland via R&D faciliteiten in Limburg en Delft, maar voerde ook een reorganisatie door waarbij 500 banen werden geschrapt. Op 31 januari 2019 werd bekend dat hij per oktober 2019 zou vertrekken bij DSM; halverwege 2019 droeg hij het stokje over aan Edith Schippers. Het bedrijf roemt zijn inzet voor de versterking van de innovatieve infrastructuur van DSM.

## Nevenfuncties
- Commissaris bij ENECO, 2015-2020
- Dagelijks bestuurslid van VNO-NCW, 2011-2019
- (Vice-)voorzitter van de VNCI, 2013-2019
- Bestuurslid Nederlandse Bachvereniging
- Commissaris bij de Chemelot Campus
- Commissaris bij Brightlands Venture Partners
- Lid van de Raad van Toezicht van het Bonnefantenmuseum
- Voorzitter Vogelbescherming Nederland, 2010-2016
- Voorzitter Raden van Toezicht UvA en HvA, 2012-2016
- Vice-voorzitter World Press Photo, 2007-2012
- Voorzitter De Balie
- Voorzitter Nationaal Historisch Museum (Nederland)
- Voorzitter pensioenfonds DSM, 2012-2018
- mede-oprichter Rushdie Defense Committee Nederland (met onder andere Adriaan van Dis)
- Bestuurslid Nederlands Filmfestival, 2008-2011
- Voorzitter Deltalinqs, 2020

## Privéleven en overlijden
Zijn vader was architect. Zijn grootvader van moederszijde was na de oorlog lid van de Bijzondere raad van cassatie.
Atzo Nicolaï trouwde in 1993 en in 2015. Het tweede huwelijk werd voltrokken door Frits Bolkestein. Nicolaï was vader van drie kinderen.
Nicolaï overleed op 60-jarige leeftijd aan kanker na een kort ziekbed.

## Onderscheiding
- Officier in de Orde van Oranje-Nassau (11 april 2007)

## Sport
In februari 2018 schaatste Atzo Nicolaï de Alternatieve Elfstedentocht op het Runnmeer in Zweden.
- International Standard Name Identifier: 0000 0000 8071 8426
- Library of Congress Control Number: nb2010015554
- Nederlandse Thesaurus van Auteursnamen: 297102508
- Parlement.com: vg09llk3d1zt
- Virtual International Authority File: 122311854
- WorldCat: E39PBJvHb7TW8kHHV4btDgXw4q